# Hortfund von Belica
 Der Hortfund von Belica bei Jagodina in Zentralserbien ist mit 78 Einzelstücken aus Knochen (10), Stein (61) und Ton (7) der umfassendste Schatzfund Europas des Frühneolithikums (etwa 5700 v. Chr.).

## Geschichte
Bereits in der Jungsteinzeit war die Region um die Ortschaft Belica bei Jagodina besiedelt. Hierbei spielte insbesondere die nachfolgende Vinča-Kultur, in dessen Zentrum Jagodina liegt und eines der vermeintlich ältesten bekannten Schriftsysteme hervorbrachte, die so genannte Vinča-Schrift, eine wichtige Rolle. Funde prähistorischer Figuren in den späten 1990er-Jahren am Ortsrand von Belica zeigten, dass auch das Gemeindegebiet bereits 5700 v. Chr. bewohnt war. Schließlich förderte eine Ausgrabung serbischer Archäologen im Jahr 2002 den bislang umfangreichsten Schatzfund Europas aus dem Frühneolithikum zutage.
Der Hortfund von Belica soll etwa 7700 Jahre alt sein und besteht aus 78 Einzelstücken aus Knochen (10), Stein (61) und Ton. Die Archäologen kartierten die Umrisse einer frühen neolithischen Siedlung mit der Verteilung der Funde auf der Oberfläche. In der Mitte fanden sie den weitgehend ungestörten Hort. Die Objekte sind stilisierte weibliche (gynäkomorphe) Figuren, Phalli, Miniaturäxte und abstrakte Figuren. Die steinernen Objekte sind hauptsächlich aus Serpentinit aus einem Ophiolithgürtel, 40 km westlich von Belica. Das Gestein wurde aus den Bergen gewaschen, in Gewässern geglättet und von vorzeitlichen Künstlern gestaltet.
Viele dieser Stücke stellten die Forscher vor ein Rätsel; so begann im Rahmen eines Gemeinschaftsprojektes eine Untersuchung durch das Institut für Ur- und Frühgeschichte der Universität Tübingen und dem Archäologischen Institut der Universität Belgrad.